# 門田屋敷停留場
門田屋敷停留場（かどたやしきていりゅうじょう）は岡山県岡山市中区門田屋敷二丁目にある岡山電気軌道東山本線の停留場である。駅番号はH09。

## 歴史
- 1923年（大正12年）7月9日：西大寺町 - 東山間開通と同時に国清寺駅前駅として、現在よりも約200m起点方に開業[2][3]。
- 1931年（昭和6年）8月18日：開業時より約100m終点方に移設し、放送局筋駅に改称。
- 1961年（昭和36年）12月15日：国清寺前駅に改称。
- 1965年（昭和40年）12月30日：現在の位置に移設し、門田屋敷停留場に改称。

## 構造
島式ホーム1面2線。

## 周辺
- 国道250号
- 岡山県道28号岡山牛窓線
- 岡山県道45号岡山玉野線
- 新京橋
- 山陽学園中学校・高等学校（旧・山陽女子中学校・高等学校）
- 東湖園
- 国清寺
- 岡山博愛会病院
- 岡山協立病院
- 岡山市中消防署旭東出張所

## バス路線
交差点南側の岡山県道45号岡山玉野線沿いに「国清寺前」バス停、交差点東側の岡山県道28号岡山牛窓線沿いに「山陽学園中学・高校前」バス停がある。
Harecaの場合に限り、岡山電気軌道の路面電車（岡山駅前・県庁通り方面）と岡電バス（岡山ふれあいセンター・新岡山港方面）を、門田屋敷停留場（交差点東側）と国清寺前バス停（交差点南側）で乗り換えた場合、乗換を含んだ乗車区間を全てバスで乗車したものとして運賃計算する。
乗り入れるバス会社
- ■岡電バス（岡山電気軌道）
- ■両備バス（両備ホールディングス）
- ■八晃運輸

### 国清寺前
※すべて一般路線。
- 南行
  - 岡電バス
    - 07A：桑野営業所・岡山ふれあいセンター
    - 09A：三蟠南
    - 091：新岡山港
- 北行
  - 岡電バス
    - 0A1：岡山駅

### 山陽学園中学・高校前
※すべて一般路線。
- 東行
  - 両備バス
    - 314・317：西大寺
    - 315：東区役所前
    - 341：岡山国際ホテル・操南台団地

  - 八晃運輸
    - M03 (3)：（めぐりん益野線）新橋
- 西行
  - 両備バス
    - 003：天満屋 ※平日のみ運行。
    - 0A1・002：岡山駅 ※「002」は平日のみ運行。

  - 八晃運輸
    - M03 (3)：（めぐりん益野線）岡山駅

## 隣の停留場
岡山電気軌道
■東山本線
中納言停留場 (H08) - 門田屋敷停留場 (H09) - 東山・おかでんミュージアム駅停留場 (H10)